# Šaštín-Stráže
Šaštín-Stráže (în germană Schoßberg-Strascha, în maghiară Sasvár-Morvaőr) este un oraș din Slovacia. Localitatea se află la altitudinea de 170 m deasupra n.m., se întinde pe o suprafață de 41,95 km2 și în 2017 număra 5.015 de locuitori.

## Evenimente
În 15 septembrie 2021 papa Francisc a oficiat o liturghie la Bazilica Maica Îndurerată din Šaštín, la care au participat aproximativ 50.000 de persoane.

## Demografie
| An:                | 1994 | 2004   | 2014   | 2024   |
| ------------------ | ---- | ------ | ------ | ------ |
| Număr de persoane: | 4824 | 5039   | 5140   | 4851   |
| Diferență:         |      | +4,45% | +2,00% | −5,62% |

| An:                | 2023 | 2024   |
| ------------------ | ---- | ------ |
| Număr de persoane: | 4883 | 4851   |
| Diferență:         |      | −0,65% |